# Andosilla
Andosilla est une ville et une municipalité de la Communauté forale de Navarre dans le Nord de l'Espagne.
Elle est située dans la zone non bascophone de la province. Le castillan est la seule langue officielle alors que le basque n’a pas de statut officiel. Le nombre d'habitants en 2004 était de 2 524.

## Communes
El puente,
- La villa
- El regadío
- Barrio de Santa Cruz
- Las conejeras
- El Barranco

Las Eras.

## Localités limitrophes
San Adrián, Cárcar, Sartaguda, Lerín, Falces, Peralta.

## Démographie
| Évolution démographique                                   | Évolution démographique | Évolution démographique | Évolution démographique | Évolution démographique | Évolution démographique | Évolution démographique | Évolution démographique | Évolution démographique | Évolution démographique | Évolution démographique |
| 1996                                                      | 1998                    | 1999                    | 2000                    | 2001                    | 2002                    | 2003                    | 2004                    | 2005                    | 2006                    | 2007                    |
| --------------------------------------------------------- | ----------------------- | ----------------------- | ----------------------- | ----------------------- | ----------------------- | ----------------------- | ----------------------- | ----------------------- | ----------------------- | ----------------------- |
| 2 511                                                     | 2 505                   | 2 490                   | 2 423                   | 2 461                   | 2 524                   | 2 614                   | 2 733                   | 2 722                   | 2 771                   | 2 807                   |
| Sources: Andosilla et instituto de estadística de navarra |                         |                         |                         |                         |                         |                         |                         |                         |                         |                         |

## Patrimoine civil
Parmi les édifices civils on peut noter les maisons seigneuriales dont le palais et d'autres encore avec des blasons sur les façades. Quelques-unes datent du XVIIIe siècle et sont en très bon état de conservation.
Dans la partie inférieure de la ville, les maisons sont de constructions récentes.

## Patrimoine religieux
- La paroisse du village date du XVIe siècle dont le remarquable retable déclaré depuis quelques années comme bien d'intérêt culturel.
- La basilique de la Virgen de la Cerca, patronne du village, image romaine restaurée récemment. Près de l'image de la patronne on vénère celle de Santa Cruz, qui était anciennement vénérée à l'ermitage Santa Cruz. Cette vierge de la Cerca se trouvait auparavant dans un ermitage proche d'un rocher mais devant le risque de la chute de ce rocher, on la transaféra d'abord à l'église, puis et grâce à la construction de la basilique dans le centre du village grâce à la donation d'une famille, elle a été transférée dans "sa maison". Cette ermitage a été détruit dans les années 1970.
- Près de la basilique et l'église, se trouve une chapelle dans le quartier d'El Puente, dédiée à Saint Sébastien, patron de la ville, qui sert de culte pour les résidents de ce quartier. Il a été également érigé grâce à la donation d'un habitant du village.
- Également dans le territoire de Resa (anciens restes romains), se dresse un ermitage de Santa Cruz où les habitants vont traditionnellement les 3 mai, aujourd'hui le pèlerinage s'effectue le premier samedi de mai. Son architecture est récente car l'ancienne a été détruite dans un incendie dans les années 1970. Les groupes y vont en remorques et camions. Avant on organisait une "capea" (course de taureaux sans mise à mort, seulement excité par une cape) sur l'esplanade avec une place faite de remorques, ainsi qu'un défilé de char fleuris. Cette tradition dure depuis plus de 200 ans.

## Personnages célèbres
- General Don Lope del Val
- Carlos Gurpegi[1], joueur de football de l'Athletic Bilbao.
- Aitor Aldeondo, ex joueur de football de la Real Sociedad.

### Sources
- (es) Cet article est partiellement ou en totalité issu de l’article de Wikipédia en espagnol intitulé « Andosilla » (voir la liste des auteurs).